# Люксембург (Вісконсин)
Люксембург (англ. Luxemburg) — селище (англ. village) в США, в окрузі Кевоні штату Вісконсин. Населення — 2685 осіб (2020).

## Географія
Люксембург розташований за координатами 44°32′41″ пн. ш. 87°42′22″ зх. д. / 44.54472° пн. ш. 87.70611° зх. д. (44.544729, -87.706243).  За даними Бюро перепису населення США в 2010 році селище мало площу 5,88 км², уся площа — суходіл.

## Демографія
Згідно з переписом 2010 року, у селищі мешкало 2515 осіб у 973 домогосподарствах у складі 672 родин. Густота населення становила 428 осіб/км².  Було 1008 помешкань (172/км²).
Расовий склад населення:
| - 97,2 % — білих - 0,7 % — корінних американців - 0,2 % — чорних або афроамериканців - 0,1 % — азіатів |

До двох чи більше рас належало 0,9 %. Частка іспаномовних становила 2,5 % від усіх жителів.
За віковим діапазоном населення розподілялося таким чином: 29,9 % — особи молодші 18 років, 57,0 % — особи у віці 18—64 років, 13,1 % — особи у віці 65 років та старші. Медіана віку мешканця становила 34,7 року. На 100 осіб жіночої статі у селищі припадало 96,0 чоловіків;  на 100 жінок у віці від 18 років та старших — 92,4 чоловіків також старших 18 років.
Середній дохід на одне домашнє господарство  становив 70 550 доларів США (медіана — 63 772), а середній дохід на одну сім'ю — 82 960 доларів (медіана — 75 865). Медіана доходів становила 49 444 долари для чоловіків та 33 702 долари для жінок. За межею бідності перебувало 9,0 % осіб, у тому числі 14,4 % дітей у віці до 18 років та 10,4 % осіб у віці 65 років та старших.
Цивільне працевлаштоване населення становило 1324 особи. Основні галузі зайнятості: виробництво — 23,6 %, освіта, охорона здоров'я та соціальна допомога — 19,2 %, роздрібна торгівля — 10,4 %, мистецтво, розваги та відпочинок — 7,9 %.